# Panzós
Panzós è un comune del Guatemala facente parte del dipartimento di Alta Verapaz.